# Lucie Ingemann
Lucie Marie Ingemann, née Lucie Marie Mandix le 19 février 1792 à Copenhague et morte le 15 janvier 1868 à Sorø, est une artiste peintre danoise. Elle est connue pour ses retables avec de nombreuses figures bibliques. 

## Famille
Lucie Marie Mandix naît le 19 février 1792 dans la famille de Jacob Mandix, un économiste, et de Margaretha Elisabeth Hvistendahl. 
À 20 ans, elle se fiance à l'écrivain Bernhard Severin Ingemann et leur mariage a lieu dix ans plus tard. Le couple s'interesse à l'art, à la poésie et à l'histoire, et des artistes renommés de l'époque sont régulièrement invités chez eux.    
Un échange de lettres entre le couple et HC Andersen a été publié en trois volumes. Andersen décrit Lucie comme « une peintre assidue, qu'Ingemann respectait pleinement à travers la perception ordinaire des femmes à l'époque ».     
Elle commence à dessiner dès sa petite enfance, souvent des fleurs. Elle reçoit des cours du peintre floral Cladius Detlev Fritzsch à partir de 1817 puis de Christian Fædder Høyer, Christian August Lorentzen et de l'architecte Gustav Friedrich Hetsch. Elle est en contact avec des peintres allemands, les Nazaréens, qui ont placé l'expression religieuse plus haut que les demandes contemporaines de composition d'images et de dessin. 
Elle expose à l'exposition de printemps de Charlottenborg en 1824 et 1826. Pendant un certain temps, elle est peint sous la supervision de Christoffer Wilhelm Eckersberg, avec qui elle travaille la perspective et le dessin de personnages et après un voyage d'étude en Allemagne, elle commence à peindre des retables. Elle entre en contact avec des peintres allemands, les Nazaréens, qui considèrent l'expression religieuse comme plus importante que les compositions d'images et de dessin.   
Elle meurt le 15 janvier 1868 et est enterrée dans le vieux cimetière de Sorø. 

## Œuvres religieuses

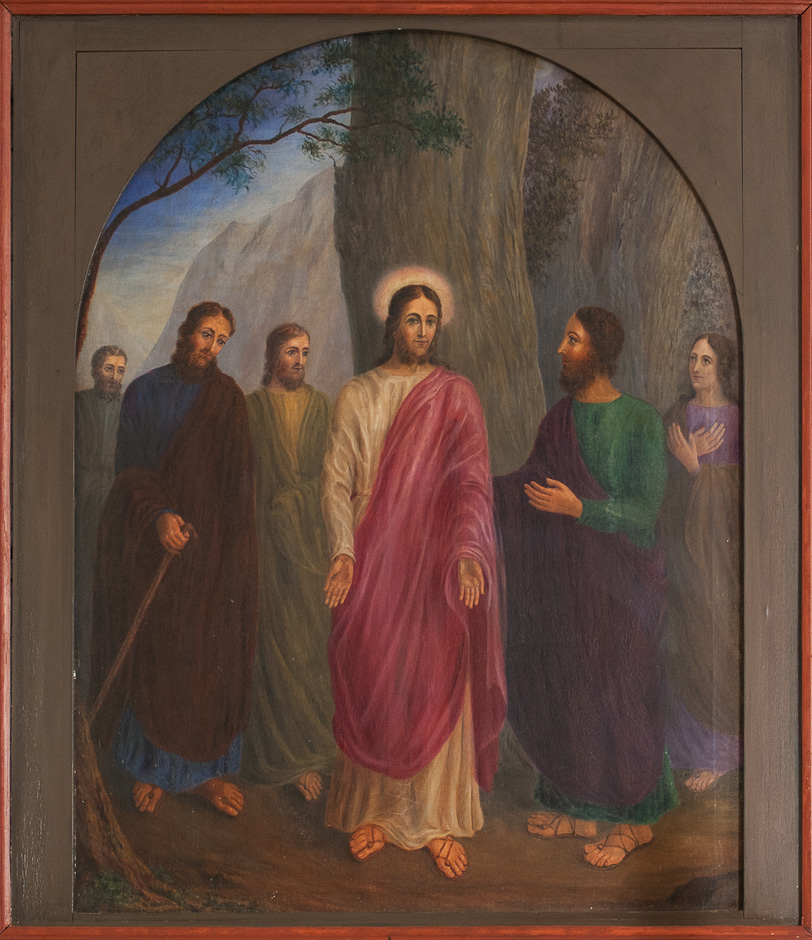
Depuis 1961, le tableau fait partie du retable de l'église d'Ørum.

Elle a produit un grand nombre de retables, dont seuls un petit nombre nous sont parvenus. 
- Den genopstandne Kristus de 1833 à l'église d'Alsted
- Forklarelsen paa Bjerget de 1838 dans l'église de Nykøbing Sjælland
- Den himmelfarne Kristus de 1850 dans l'église Slangerup
- Jesus ved Carpernaum dans l'église d'Ulsted
- un retable à Give Church
- un retable dans l'église d'Ørum

## Œuvres non religieuses
- Un jardinier, 1844.
- Apothéose de Thorvaldsen, après 1844
- Un jardinier et le Christ révélant aux femmes au tombeau, croquis (1843)[5]
- Vieil homme au balai cassé, croquis (1831)[6]
- Une pauvre épouse, croquis (1831)[7]